# Cambessedesia salviifolia
Cambessedesia salviifolia är en tvåhjärtbladig växtart som först beskrevs av Adelbert von Chamisso, och fick sitt nu gällande namn av Angela Borges Martins. Cambessedesia salviifolia ingår i släktet Cambessedesia och familjen Melastomataceae. Inga underarter finns listade i Catalogue of Life.